# Дигорский государственный драматический театр

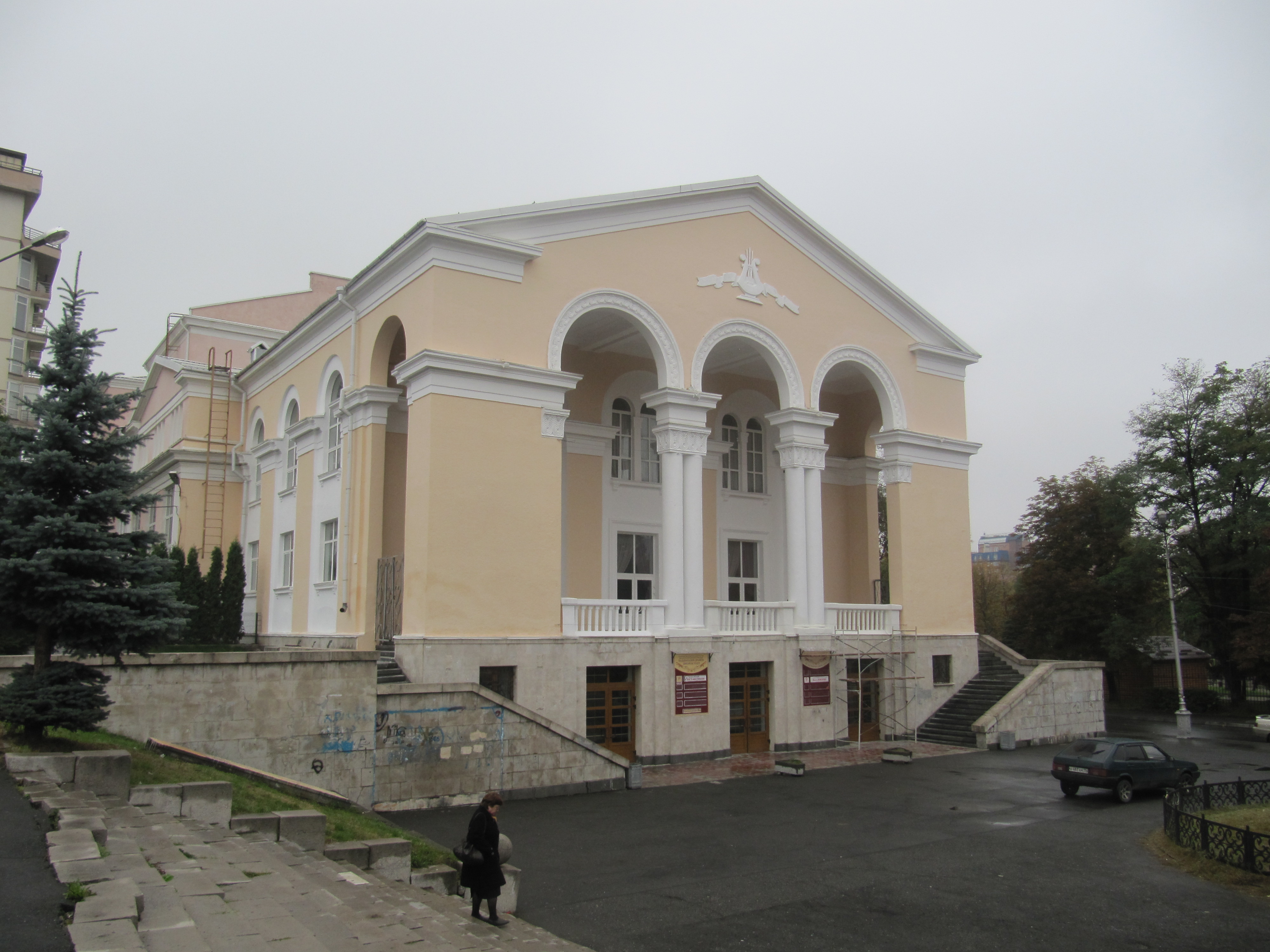
Театр оперы и балета на ул. Тхапсаева, на набережной, в здании так же базируется Дигорский театр.

Диго́рский госуда́рственный драмати́ческий теа́тр (осет: Цæгат Иристони Дигорон драмон театр) — драматический театр во Владикавказе. Открыт в 1996 году.
Спектакли идут на дигорском диалекте осетинского языка.

## История
Открылся 10 ноября 1996 пьесой Д. Темиряева «Тревога». Труппа сформирована из выпускников первой дигорской студии при Владикавказском училище искусств имени В. А. Гергиева. Один из самых молодых театральных коллективов Северной Осетии-Алании.
Ранее театр базировался на месте ДК. ОЗАТЭ, с конца 2000-х годов, в здании театра оперы и балета. Театр даёт спектакли по городу, много гастролирует по республике, в самых отдаленных районах горной Дигории, в Южной Осетии и других регионах РФ.

## Репертуар
В репертуаре — русская и зарубежная, дигорская (диалективная) классика, а также современная драматургия. Большое внимание уделяется произведениям местных авторов.
За годы работы осуществлено 37 постановок и сыграно 714 спектаклей.